# Daniela Samuele
Daniela Samuele (Genova, 11 settembre 1948 – Brema, 28 gennaio 1966) è stata una nuotatrice italiana, tragicamente perita nel disastro aereo di Brema del 28 gennaio 1966.

## Biografia

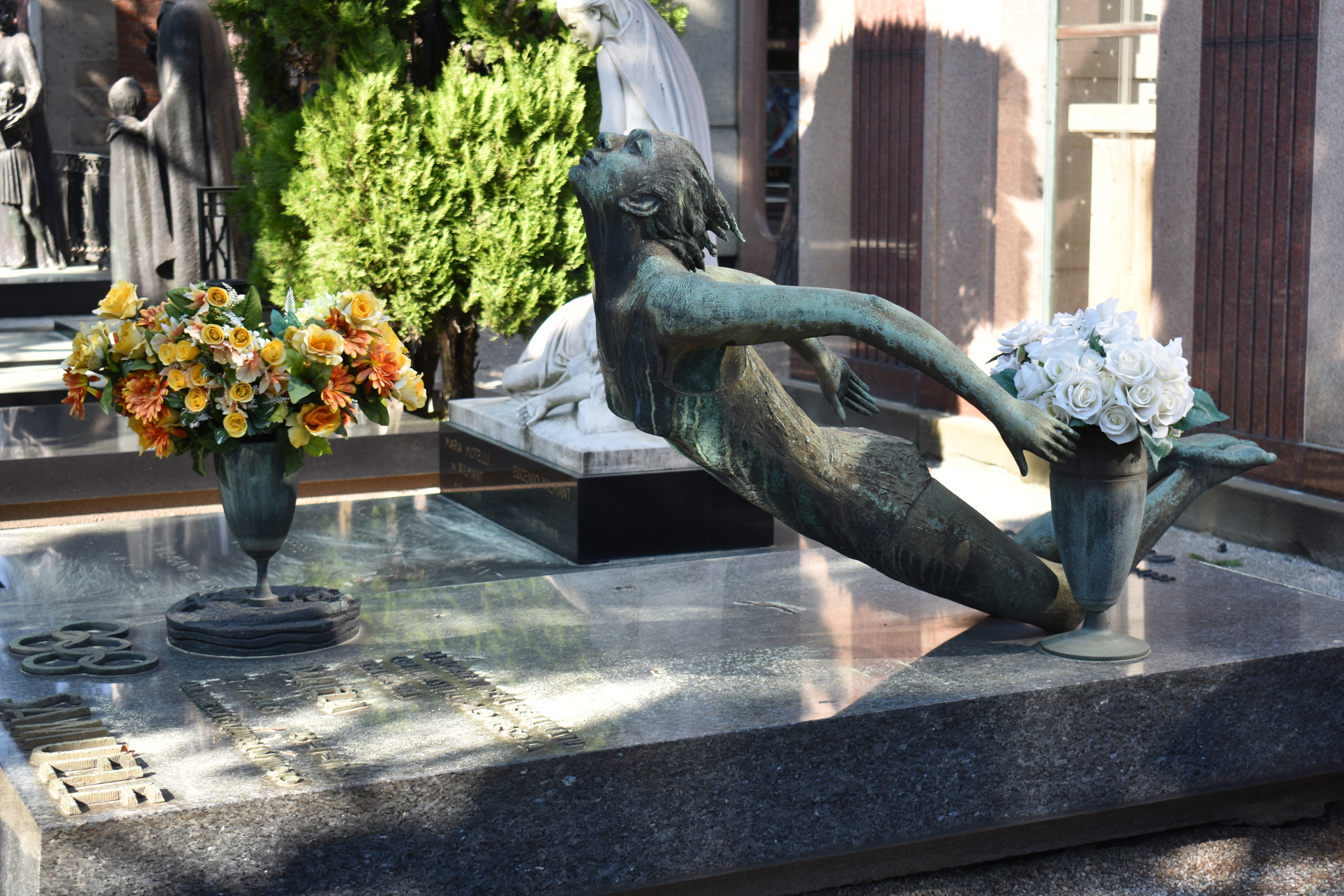
Monumento funebre di Daniela Samuele al Cimitero monumentale di Milano

Nata a Genova da Angelo Samuele (1915-1983) ed Enrica Turini (1918-2021), si avvicinò al nuoto agonistico a Milano nella piscina dei Canottieri Olona. A diciassette anni era una promessa del nuoto italiano, vantando i primati personali di 1'13"6 nei 100 delfino e di 6'01"8 nei 400 misti. 
Dopo una prima apparizione in maglia azzurra, il 28 gennaio 1966 fu convocata con altri sei compagni di squadra per l'importante meeting di Brema con la partecipazione di nuotatori americani, australiani e giapponesi. Samuele era la più giovane del gruppo. La riunione sembrava il trampolino ideale per una consacrazione internazionale sua e dell'intera squadra nazionale. 
Purtroppo la caduta in fase di atterraggio del volo Lufthansa dove erano imbarcati i nuotatori italiani dette luogo alla tragedia aerea di Brema, con il suo carico di lutti, dopo una serie incredibile di coincidenze: la rinuncia al treno per attendere il decollo di un volo della Swissair da Linate a Zurigo nonostante la nebbia e da lì a Francoforte dove la comitiva perse la coincidenza per Brema, infine il trasferimento sul tragico volo Lufthansa 005.
Daniela Samuele morì insieme al tecnico Paolo Costoli, il capitano Bruno Bianchi, Dino Rora, Sergio De Gregorio, Luciana Massenzi, Carmen Longo, Amedeo Chimisso, oltre a tutti i passeggeri, compreso il telecronista Nico Sapio e i quattro membri dell'equipaggio.
La sua salma fu tumulata nel Cimitero monumentale di Milano, al di sotto di un basamento in granito sul quale sono scolpiti i cinque cerchi olimpici. La lastra è sormontata da una statua in bronzo di Tonino Grassi che raffigura una giovane atleta, caratterizzata da linee sinuose come un delfino che sta per tuffarsi nella piscina. 
Il cantautore Alberto Micci le ha dedicato un brano su testo di Fabrizio Gatti dal titolo "Cara Daniela". Le sono state intitolate una via a Paderno Dugnano, una piscina a Milano in via Mecenate (quartiere Forlanini) e una, dedicata alle scuole, a Bolzano.
A livello nazionale, ogni anno si disputa la Coppa Caduti di Brema, che assegna il titolo italiano indoor a squadre maschili e femminili.
La madre Enrica si è spenta nel 2021, all'età di 103 anni.